# Карцин
Карцин (грч. Καρκίνος)  био је старогрчки трагичар.
Родом је из Торикуса. Био је син драмског писца Ксенокла и унук Карцина. Још један Ксенокле, кога је схолијаста помињао у Аристофановим жабама, можда је био Карцинов син. Суда бележи да је написао сто шездесет драма. Освојио је једанаест победа на Дионизији. Није засигурно сигурно када је стварао, иако је сигурно био активан 370-их година пре нове ере. Према Суди, био је врхунцу стваралаштва на 100. олимпијади (380 – 377. п.н.е.); и његова прва победа на Дионизији може се датирати пре 372. Дионисије II из Сиракузе био је заштитник Карцина. Познато је девет или десет наслова његових драма: Aerope, Ajax, Alope, Amphiaraus, Medea, Oedipus, Orestes, Semele, Thyestes, а можда и Tyro. Његово дело је опстало само у фрагментима.
Карцинa кратко помиње Аристотел. У Поетици, поглавље 17 (1455а, редови 22 до 29), Аристотел говори о неопходности да драмски писац види композицију на сцени, а не само на папиру, како би отклонио све недоследности. Аристотел указује на неименовану драму Карцина у којој је лик Амфијараја изашао из храма. Из неког разлога ово је изгледало нечувено недоследно када се гледало на сцени, а публика је „шиштала“ глумцима.
Године 2004. Ени Белис је објавила фрагмент музичког папируса који је написао Карцин и који садржи делове његове Медеје (Лувр Е 10534). Идентификован је захваљујући цитату Аристотела. Садржи две арије, једну Медеје и једну  Јасона. У овој верзији, Медеја није убила своју децу, али то није у стању да докаже.